# Joelison Fernandes da Silva
Joelison Fernandes da Silva, conhecido por Ninão (Taperoá, 15 de agosto de 1985), é o terceiro maior homem vivo do mundo, sendo 9 centímetros mais baixo que Brahim Takioullah e 14 centímetros menor que o turco Sultan Kösen, o homem mais alto ainda vivo com 2,51 metros.
Na juventude, trabalhava em uma mina de caulim para ajudar a família. Em 2007 foi registrado pela primeira vez no RankBrasil, quando possuía 2,29 metros. O aumento na altura foi comprovado durante o programa Domingo Legal, exibido em 18 de maio de 2014. Um fiscal do RankBrasil, conferiu as medidas e oficializou o recorde com a entrega do troféu. 
Reside numa casa adaptada para seu tamanho, doada pelo Governo da Paraíba.

## Amputação de perna
Em 2017, descobriu uma osteomielite no osso de uma das pernas e a única alternativa para a solução do problema, foi a amputação da perna em 2021.

## Vida política
Em 2012, foi candidato a vice-prefeito no município de Assunção pelo PSB, mas não se elegeu. Em 19 de março de 2018, se lançou pré-candidato a deputado estadual da Paraíba pelo PPL, mas depois oficializou sua candidatura pelo Patriota. Obteve um total de 642 votos e não foi eleito. 

## Ligação externa
- Ninão no Domingo Legal